# Oswald Sallaberger
Oswald Sallaberger, né le 3 juillet 1966 à Innsbruck (Tyrol, Autriche), est un chef d'orchestre autrichien.

## Études
Après avoir été élève de Végh, Bernstein, Boulez, Abbado et Zehetmair, il commence à diriger dès l'âge de 17 ans des orchestres de chambre (au Carnegie Hall de New York, 1987, entre autres). Il poursuit ses études sous la direction de Gielen au Mozarteum de Salzbourg.

## Direction d'orchestre
Sallaberger, violoniste et musicien de chambre, est aujourd'hui chef d'orchestre pour le grand répertoire lyrique et symphonique. Il est à l'origine de la création de l'Orchestre de l'Opéra de Rouen, dont il a été directeur musical de 1998 à juin 2010 et dorénavant chef fondateur de cet orchestre et reste présent au sein de l'Opéra de Rouen Haute-Normandie. Il a largement contribué au rayonnement international de cet orchestre avec des invitations régulières dans les salles de concerts à Paris et à l'étranger.
Il collabore intensivement avec de grands compositeurs de notre époque tels Kurtág, Lachenmann, Eötvös, Dutilleux ou Ligeti. En septembre 2004, il a créé avec son orchestre de Rouen la pièce Anastasis du compositeur normand Christophe Queval et, en avril 2011, du même, le concerto pour orchestre "Cassandre ou les troubles Songes".
Sallaberger a été chef invité par de nombreux orchestres (Orchestre national de France, Orchestre symphonique de la radio de Stuttgart, Orchestre symphonique de la SWR de Baden-Baden et Fribourg-en-Brisgau, la Camerata de Salzbourg) et par des opéras et festivals internationaux (Festival de Salzbourg, Staatsoper Unter den Linden à  Berlin, les opéras de Luxembourg et Lucerne).
Il a également travaillé avec des ensembles plus spécialisés (l'Ensemble Modern, l'Ensemble intercontemporain, le Jeune Orchestre Atlantique et la Nouvelle Chapelle Royale de Munich).

## Une volonté d'ouverture au public
Dans sa direction d'orchestre, Sallaberger porte une attention particulière à la transmission de la musique et à sa réception par le plus grand nombre (actions pédagogiques, rencontres en dehors de la salle de concert, travail sur les aspects formels du concert en lui-même).
Le 24 décembre 2021, il accompagne avec Jean-Baptiste Monnot un office très particulier à Saint-Ouen de Rouen, puisque aucune Veillée de Noël n'avait été célébrée en ce lieu depuis probablement plus de quarante ans selon Henry Decaëns,.